# Verein für Bewegungsspiele Lübeck von 1919 2004-2005
Questa voce raccoglie le informazioni riguardanti il Verein für Bewegungsspiele Lübeck von 1919 nelle competizioni ufficiali della stagione 2004-2005.

## Stagione
Nella stagione 2004-2005 il Lubecca, allenato da Stefan Böger, concluse il campionato di Regionalliga nord al 3º posto. In Coppa di Germania il Lubecca fu eliminato al primo turno dal Borussia Dortmund.

## Rosa
| N. |                     | Ruolo | Calciatore          |
| -- | ------------------- | ----- | ------------------- |
| 1  | Germania (bandiera) | P     | Michael Frech       |
| 3  | Germania (bandiera) | D     | Rouven Schröder     |
| 4  | Germania (bandiera) | D     | Alexander Aischmann |
| 5  | Germania (bandiera) | D     | Florian Thorwart    |
| 7  | Germania (bandiera) | D     | Deniz Doğan         |
| 8  | Germania (bandiera) | C     | Christian Streit    |
| 9  | Germania (bandiera) | A     | Daniel Bärwolf      |
| 10 | Germania (bandiera) | C     | Francis Bugri       |
| 11 | Zimbabwe (bandiera) | C     | Farai Mbidzo        |
| 11 | Polonia (bandiera)  | A     | Karol Zaborowski    |
| 13 | Germania (bandiera) | C     | Artur Zimmermann    |

| N. |                        | Ruolo | Calciatore            |
| -- | ---------------------- | ----- | --------------------- |
| 14 | Germania (bandiera)    | C     | Markus Kullig         |
| 15 | Germania (bandiera)    | D     | Marco Laaser          |
| 17 | Germania (bandiera)    | C     | Christian Möckel      |
| 19 | Germania (bandiera)    | A     | Riza Karadas          |
| 20 | Germania (bandiera)    | C     | Jan Zimmermann        |
| 21 | Germania (bandiera)    | D     | Timo Neumann          |
| 22 | Germania (bandiera)    | D     | Ibrahim Türkmen       |
| 23 | Germania (bandiera)    | P     | Carsten Wehlmann      |
| 30 | Germania (bandiera)    | A     | Lars Kampf            |
| 33 | Germania (bandiera)    | C     | Tobias Schweinsteiger |
| 34 | Stati Uniti (bandiera) | A     | Jacob Thomas          |

## Organigramma societario
Area tecnica
- Allenatore: Stefan Böger
- Allenatore in seconda: Marco Grote
- Preparatore dei portieri:
- Preparatori atletici:
- Analisi video:

## Calciomercato

### Sessione estiva
| Acquisti | Acquisti              | Acquisti               | Acquisti |
| R.       | Nome                  | da                     | Modalità |
| -------- | --------------------- | ---------------------- | -------- |
| D        | Rouven Schröder       | Duisburg               |          |
| C        | Tobias Schweinsteiger | Ismaning               |          |
| D        | Alexander Aischmann   | Hannover 96 II         |          |
| C        | Francis Bugri         | Borussia Dortmund II   |          |
| D        | Deniz Doğan           | Osnabrück              |          |
| P        | Michael Frech         | Amburgo                |          |
| A        | Lars Kampf            | RW Oberhausen          |          |
| C        | Christian Möckel      | Hoffenheim             |          |
| C        | Christian Streit      | Amburgo                |          |
| A        | Jacob Thomas          | Eintracht Braunschweig |          |
| C        | Artur Zimmermann      | Uerdingen 05           |          |
| C        | Jan Zimmermann        | Eintracht Braunschweig |          |

| Cessioni | Cessioni           | Cessioni             | Cessioni |
| R.       | Nome               | a                    | Modalità |
| -------- | ------------------ | -------------------- | -------- |
| C        | Timo Achenbach     | Colonia              |          |
| A        | Silvio Adzic       | Unterhaching         |          |
| D        | Sven Boy           | Holstein Kiel        |          |
| D        | Holger Hasse       | Erzgebirge Aue       |          |
| C        | Heiko Petersen     | Hoffenheim           |          |
| C        | Reiner Plaßhenrich | Alemannia Aquisgrana |          |
| D        | Jan Schanda        | Osnabrück            |          |
| A        | Jens Scharping     | Alemannia Aquisgrana |          |
| A        | Daniel Thioune     | LR Ahlen             |          |
| A        | Patrick Würll      | Holstein Kiel        |          |
| C        | Ferydoon Zandi     | Kaiserslautern       |          |
| C        | Stefan Zinnow      | Wehen Wiesbaden      |          |

## Risultati

### Regionalliga

#### Girone di andata
| Arbitro: | Kemmling |

|                    |           |                   |
| Paul 70’ Heide 89’ | Marcatori | 54’ (rig.) Kullig |

| Arbitro: | Grudzinski |

|                                     |           |  |
| J.Zimmermann 4’ Bugri 45’ Kampf 83’ | Marcatori |  |

| Arbitro: | Fröhlich |

|                                                   |           |                     |
| Kuru 6’, 35’, 51’, 53’ Rische 32’ Patschinsky 44’ | Marcatori | 83’ Bugri 90’ Kampf |

| Arbitro: | Borsch |

|                                                       |           |  |
| Thomas 10’ J.Zimmermann 36’ Zimmermann 65’ Laaser 67’ | Marcatori |  |

| Krefeld 25 agosto 2004, ore 19:30 CEST 5ª giornata | Uerdingen 05 | 0 – 0 referto | Lubecca | Grotenburg Stadion (2 414 spett.)\| Arbitro: \| Metzen \| |
| Arbitro:                                           | Metzen       |               |         |                                                           |

| Arbitro: | Thielert |

|                            |           |  |
| Zaborowski 78’ Karadas 85’ | Marcatori |  |

| Arbitro: | Kleve |

|               |           |            |
| Gaißmayer 88’ | Marcatori | 49’ Kullig |

| Arbitro: | Bornhöft |

|                    |           |  |
| Schweinsteiger 73’ | Marcatori |  |

| Arbitro: | Fischer |

|                              |           |  |
| Federico 45’, 55’ Müller 75’ | Marcatori |  |

| Arbitro: | Jansen |

|  |           |           |
|  | Marcatori | 39’ Nouri |

| Arbitro: | Gräfe |

|  |           |                     |
|  | Marcatori | 3’ Thomas 35’ Kampf |

| Arbitro: | Kasper |

|                     |           |  |
| Kampf 49’ Doğan 90’ | Marcatori |  |

| Berlino 17 ottobre 2004, ore 14:00 CEST 13ª giornata | Union Berlino | 0 – 0 referto | Lubecca | Stadio An der Alten Försterei (5 089 spett.)\| Arbitro: \| Borsch \| |
| Arbitro:                                             | Borsch        |               |         |                                                                      |

| Arbitro: | Grudzinski |

|                   |           |              |
| Kullig 81’ (rig.) | Marcatori | 45’ Waterink |

| Arbitro: | Thielert |

|         |           |             |
| Rump 6’ | Marcatori | 87’ Karadas |

| Arbitro: | Kemmling |

|                                           |           |                         |
| Schweinsteiger 36’, 65’ Kullig 84’ (rig.) | Marcatori | 63’ Issa 90’ Amachaibou |

| Arbitro: | Hagen |

|                          |           |                       |
| Mayer 28’ Kizilaslan 76’ | Marcatori | 32’ Kampf 36’ Türkmen |

| 20 novembre 2004 18ª giornata |  | – turno di riposo |  |  |

#### Girone di ritorno
| Arbitro: | Steinhaus-Webb |

|                                |           |  |
| Schweinsteiger 30’ Neumann 76’ | Marcatori |  |

| Arbitro: | Kleve |

|                               |           |                  |
| Schweinsteiger 75’ Möckel 89’ | Marcatori | 36’ (aut.) Doğan |

| Arbitro: | Borsch |

|             |           |                             |
| Schäper 64’ | Marcatori | 31’ Doğan 68’ (rig.) Kullig |

| Arbitro: | Metzen |

|                         |           |                   |
| Schweinsteiger 22’, 54’ | Marcatori | 25’ Kuru 71’ Graf |

| Arbitro: | Hagen |

|                                                               |           |             |
| Makiadi 33’ Präger 48’ Homola 53’ (rig.) Kolm 55’ Meißner 79’ | Marcatori | 60’ Bärwolf |

| Arbitro: | Schriever |

|                               |           |  |
| Bärwolf 25’ Kullig 49’ (rig.) | Marcatori |  |

| Arbitro: | Melms |

|             |           |                                |
| Boateng 44’ | Marcatori | 10’ Schweinsteiger 79’ Karadas |

| Arbitro: | Schempershauwe |

|                                          |           |             |
| Kullig 45’ (rig.) Doğan 49’ Schröder 83’ | Marcatori | 37’ Bayertz |

| Arbitro: | Lupp |

|           |           |           |
| Dobrý 20’ | Marcatori | 83’ Kampf |

| Arbitro: | Scheppe |

|                                                               |           |  |
| Kullig 44’ (rig.), 84’ Doğan 68’ Schweinsteiger 71’ Kampf 88’ | Marcatori |  |

| Arbitro: | Schößling |

|  |           |                         |
|  | Marcatori | 14’, 54’ Schweinsteiger |

| Arbitro: | Winkmann |

|                                     |           |                    |
| Kullig 60’ (rig.), 83’ Schröder 67’ | Marcatori | 63’ (rig.) Reichel |

| Arbitro: | Steinhaus-Webb |

|              |           |                   |
| Palikuca 77’ | Marcatori | 45’ (rig.) Kullig |

| Arbitro: | Hagen |

|                                |           |  |
| Kullig 43’ (rig.) Schröder 68’ | Marcatori |  |

| Arbitro: | Kemmling |

|                                      |           |           |
| Löbe 5’, 33’ Cartus 26’ Bollmann 85’ | Marcatori | 73’ Kampf |

| Arbitro: | Metzger |

|                                       |           |               |
| Kampf 7’ Thomas 34’ Kullig 58’ (rig.) | Marcatori | 38’, 56’ Rump |

| Arbitro: | Jauch |

|  |           |                      |
|  | Marcatori | 9’ Kampf 88’ Bärwolf |

| Arbitro: | Kleve |

|  |           |            |
|  | Marcatori | 65’ Böcker |

| Arbitro: | Kempter |

|  |           |          |
|  | Marcatori | 4’ Kampf |

### Coppa di Germania
| Arbitro: | Gräfe |

|  |           |           |
|  | Marcatori | 8’ Oliseh |

## Statistiche

### Statistiche di squadra
| Competizione      | Punti | In casa | In casa | In casa | In casa | In casa | In casa | In trasferta | In trasferta | In trasferta | In trasferta | In trasferta | In trasferta | Totale | Totale | Totale | Totale | Totale | Totale | DR  |
| Competizione      | Punti | G       | V       | N       | P       | Gf      | Gs      | G            | V            | N            | P            | Gf           | Gs           | G      | V      | N      | P      | Gf     | Gs     | DR  |
| ----------------- | ----- | ------- | ------- | ------- | ------- | ------- | ------- | ------------ | ------------ | ------------ | ------------ | ------------ | ------------ | ------ | ------ | ------ | ------ | ------ | ------ | --- |
| Regionalliga nord | 69    | 18      | 14      | 2       | 2       | 40      | 12      | 18           | 6            | 7            | 5            | 22           | 28           | 36     | 20     | 9      | 7      | 62     | 40     | +22 |
| Coppa di Germania | -     | 1       | 0       | 0       | 1       | 0       | 1       | 0            | 0            | 0            | 0            | 0            | 0            | 1      | 0      | 0      | 1      | 0      | 1      | -1  |
| Totale            | 69    | 19      | 14      | 2       | 3       | 40      | 13      | 18           | 6            | 7            | 5            | 22           | 28           | 37     | 20     | 9      | 8      | 62     | 41     | +21 |

### Andamento in campionato
| Giornata  | 1  | 2 | 3  | 4 | 5 | 6 | 7 | 8 | 9 | 10 | 11 | 12 | 13 | 14 | 15 | 16 | 17 | 18 | 19 | 20 | 21 | 22 | 23 | 24 | 25 | 26 | 27 | 28 | 29 | 30 | 31 | 32 | 33 | 34 | 35 | 36 | 37 | 38 |
| --------- | -- | - | -- | - | - | - | - | - | - | -- | -- | -- | -- | -- | -- | -- | -- | -- | -- | -- | -- | -- | -- | -- | -- | -- | -- | -- | -- | -- | -- | -- | -- | -- | -- | -- | -- | -- |
| Luogo     | T  | C | T  | C | T | C | T | C | T | C  | T  | C  | T  | C  | T  | C  | T  |    | C  | C  | T  | C  | T  | C  | T  | C  | T  | C  | T  | C  | T  | C  | T  | C  | T  | C  |    | T  |
| Risultato | P  | V | P  | V | N | V | N | V | P | P  | V  | V  | N  | N  | N  | V  | N  |    | V  | V  | V  | N  | P  | V  | V  | V  | N  | V  | V  | V  | N  | V  | P  | V  | V  | P  |    | V  |
| Posizione | 15 | 8 | 14 | 8 | 7 | 4 | 6 | 5 | 6 | 9  | 7  | 7  | 7  | 7  | 7  | 5  | 5  | 7  | 6  | 5  | 3  | 4  | 4  | 3  | 3  | 3  | 3  | 3  | 2  | 2  | 2  | 1  | 2  | 1  | 1  | 2  | 3  | 3  |

Legenda:

Luogo: C = Casa; T = Trasferta. Risultato: V = Vittoria; N = Pareggio; P = Sconfitta.

### Statistiche dei giocatori
| Giocatore         | Regionalliga nord | Regionalliga nord | Regionalliga nord | Regionalliga nord | Coppa di Germania | Coppa di Germania | Coppa di Germania | Coppa di Germania | Totale   | Totale | Totale      | Totale     |
| Giocatore         | Presenze          | Reti              | Ammonizioni       | Espulsioni        | Presenze          | Reti              | Ammonizioni       | Espulsioni        | Presenze | Reti   | Ammonizioni | Espulsioni |
| ----------------- | ----------------- | ----------------- | ----------------- | ----------------- | ----------------- | ----------------- | ----------------- | ----------------- | -------- | ------ | ----------- | ---------- |
| A. Aischmann      | 9                 | 0                 | 2                 | 0                 | 0                 | 0                 | 0                 | 0                 | 9        | 0      | 2           | 0          |
| F. Bugri          | 21                | 2                 | 2                 | 1                 | 1                 | 0                 | 0                 | 0                 | 22       | 2      | 2           | 1          |
| D. Bärwolf        | 18                | 3                 | 5                 | 0                 | 1                 | 0                 | 1                 | 0                 | 19       | 3      | 6           | 0          |
| D. Doğan          | 33                | 4                 | 5                 | 0                 | 0                 | 0                 | 0                 | 0                 | 33       | 4      | 5           | 0          |
| M. Frech          | 30                | 0                 | 0                 | 0                 | 0                 | 0                 | 0                 | 0                 | 30       | 0      | 0           | 0          |
| S. Hildebrandt    | 1                 | 0                 | 0                 | 0                 | 0                 | 0                 | 0                 | 0                 | 1        | 0      | 0           | 0          |
| L. Kampf          | 35                | 11                | 6                 | 0                 | 1                 | 0                 | 0                 | 0                 | 36       | 11     | 6           | 0          |
| R. Karadas        | 22                | 3                 | 1                 | 0                 | 1                 | 0                 | 0                 | 0                 | 23       | 3      | 1           | 0          |
| M. Kullig         | 35                | 14                | 6                 | 0                 | 1                 | 0                 | 0                 | 0                 | 36       | 14     | 6           | 0          |
| M. Laaser         | 32                | 1                 | 3                 | 0                 | 1                 | 0                 | 0                 | 0                 | 33       | 1      | 3           | 0          |
| F. Mbidzo         | 28                | 0                 | 2                 | 0                 | 1                 | 0                 | 0                 | 0                 | 29       | 0      | 2           | 0          |
| C. Möckel         | 28                | 1                 | 3                 | 1                 | 1                 | 0                 | 0                 | 0                 | 29       | 1      | 3           | 1          |
| T. Neumann        | 18                | 1                 | 3                 | 1                 | 1                 | 0                 | 1                 | 0                 | 19       | 1      | 4           | 1          |
| R. Schröder       | 29                | 3                 | 1                 | 1                 | 0                 | 0                 | 0                 | 0                 | 29       | 3      | 1           | 1          |
| T. Schweinsteiger | 25                | 11                | 5                 | 1                 | 0                 | 0                 | 0                 | 0                 | 25       | 11     | 5           | 1          |
| C. Streit         | 4                 | 0                 | 0                 | 0                 | 0                 | 0                 | 0                 | 0                 | 4        | 0      | 0           | 0          |
| J. Thomas         | 28                | 3                 | 1                 | 0                 | 1                 | 0                 | 0                 | 0                 | 29       | 3      | 1           | 0          |
| F. Thorwart       | 27                | 0                 | 0                 | 0                 | 0                 | 0                 | 0                 | 0                 | 27       | 0      | 0           | 0          |
| I. Türkmen        | 32                | 1                 | 9                 | 0                 | 1                 | 0                 | 0                 | 0                 | 33       | 1      | 9           | 0          |
| C. Wehlmann       | 6                 | 0                 | 0                 | 0                 | 1                 | 0                 | 0                 | 0                 | 7        | 0      | 0           | 0          |
| K. Zaborowski     | 1                 | 1                 | 0                 | 0                 | 0                 | 0                 | 0                 | 0                 | 1        | 1      | 0           | 0          |
| A. Zimmermann     | 26                | 1                 | 3                 | 0                 | 1                 | 0                 | 1                 | 0                 | 27       | 1      | 4           | 0          |
| J. Zimmermann     | 15                | 2                 | 2                 | 0                 | 1                 | 0                 | 0                 | 0                 | 16       | 2      | 2           | 0          |